# Яськовиці-Легницькі
Яськовиці-Легницькі (пол. Jaśkowice Legnickie, нім. Jeschkendorf) — село в Польщі, у гміні Куниці Легницького повіту Нижньосілезького воєводства.
Населення — 386 осіб (2011).
У 1975-1998 роках село належало до Легницького воєводства.

## Демографія
Демографічна структура станом на 31 березня 2011 року:
|          | Загалом | Допрацездатний вік | Працездатний вік | Постпрацездатний вік |
| -------- | ------- | ------------------ | ---------------- | -------------------- |
| Чоловіки | 194     | 33                 | 141              | 20                   |
| Жінки    | 192     | 32                 | 118              | 42                   |
| Разом    | 386     | 65                 | 259              | 62                   |